# Barriss Offee
Barriss Offee is een personage in de Star Wars saga. Offee was een Mirialan Jedi en de Padawan van Luminara Unduli. Ze overleefde de Slag om Geonosis in Star Wars: Episode II: Attack of the Clones, maar stierf tijdens Bevel 66 op Felucia (te zien in de Expanded Universe). Offee was een begenadigd Jedi Healer.

## Biografie
Als Mirialan werd Barriss Offee aangenomen als Padawan door jedimeester Luminara Unduli, ook een Mirialan. Offee was makkelijk herkenbaar aan de geruite tatoeages op haar gelaat en op haar handpalmen. Samen met Luminara vormde ze een sterk team en bezochten ze samen hun planeet Mirial. Als Youngling was Offee bescheiden maar soms waren en situaties waarop ze gewoon het liefst van al haar lichtzwaard gebruikte, al was dat op dat moment niet gepast volgende de regels van de Jedi Code.

## Star Wars: De naderende storm (boek)
Net voor de uitbraak van de Kloonoorlogen rondde Barriss Offee met haar meester Luminara, Obi-Wan Kenobi en Anakin Skywalker hun missie op Ansion succesvol af. Daar toonde Barriss haar potentieel als Jediridder. Offees impulsiviteit nam langzaam af en ze leerde er dat niet alle conflicten met de lichtzwaard werden geregeld.

## Episode II: Attack of the Clones
Tijdens de daaropvolgende crisissituaties op Coruscant week Barriss niet van de zijde van haar meester. Ze was een van de Jedi die deel uitmaakte van de reddingsoperatie te Geonosis en aan de zijde van Agen Kolar verscheen Barriss in de Petranaki Arena. Ze behoorde niet tot de overlevende Jedi die in een midden werden gedreven door de Battle Droids maar overleefde toch de Slag om Geonosis door de komst van Yoda en het pas ontdekte leger Clone Troopers.

## Star Wars: Clone Wars (microseries)
In de Kloonoorlogen werd Barriss net als alle andere Jedi een generaal die haar Clone Troopers aan voerde in de strijd. Een van haar missies bracht haar naar Ilum waar ze in de Crystal Caves een nieuwe lichtzwaard bouwde. Barriss en Luminara werden echter aangevallen door Spelunker Droids waardoor ze bedolven werden door brokstukken die ze met behulp van de Kracht konden bedwingen. Yoda kwam de Mirialans later redden.Na haar avontuur op Ilum werd Barriss Offee een Jediridder en kreeg ze missies toegewezen waarop Luminara Undulli niet meer aanwezig was. Zo spendeerde ze tijd op Drongar als Jedi Healer waar ze in contact kwam met het verslavende Bota. Barriss leerde ook van Stass Allie in de Circle of Jedi Healers waar ze zich verder kon toeleggen op haar specialiteit: het genezen van ziektes.

## Star Wars: The Clone Wars
In de animatieserie Star Wars: The Clone Wars ging Barriss weer naar Geonosis met Luminara Undulli en een leger Clone Troopers onder leiding van Commandant Gree. Daar kwamen ze in contact met hun Jedi-collega's Obi-Wan Kenobi en Anakin Skywalker. Barris ging samen met de padawan van Skywalker (Ahsoka Tano) op een missie door grotten onder de oppervlakte van Geonosis, terwijl Undulli samen met Skywalker een brug onklaar maakte waar de Battle droids overheen gingen. Offee en Tano plaatsten explosieven in het hart van een droidfabriek van de Confederacy of Independent Systems en de boel stortte in.
Na deze succesvolle missie waarin Offee en Tano wel gewond raakten, gingen Tano en Offee samen terug met een medisch schip. Maar het raakte onder invloed van een hartnekkig virus door wormen die het lichaam binnengingen via de mond. De wormen kwamen van Geonosis. Net als enkele Clone Troopers raakte ook Offee besmet. Door het laten verkoelen van de ruimte werd het virus uitgeschakeld door Ahsoka Tano, die constant was aangevallen door Offee en de troopers. Nadat het virus was weggetrokken werden de besmette personen weer gezond.

## Episode III: Revenge of the Sith (stripboek)
Tijdens de Outer Rim Sieges was Barriss samen met Aayla Secura naar Felucia gestuurd om te verhinderen dat de Commerce Guild de waterbronnen zou vergiftigen. Om dit te voorkomen, splitsten Offee en Secura zich op. Door de dichte tropische planten baanden de Jedi zich een weg naar de versterkte vestigingen. Op dat moment werd echter Bevel 66 gegeven en werd Barriss Offee vermoord door het vuur van een AT-TE. In het officiële rapport van het Galactisch Keizerrijk stond dat Offee probeerde het water te vergiftigen op Felucia.

## Verschijning
- 'Star Wars: De naderende storm', uitgeverij Meulenhoff (Vertaald in het Nederlands)
- Star Wars: Episode II: Attack of the Clones
- Star Wars: Clone Wars (microseries)
- Star Wars: The Clone Wars